# León (historische regio)

Kaart met in blauw de provincies toegewezen aan de Leonese regio volgens de indeling van Leon Javier de Burgos van 1833.

Vlag van León

De regio León is een historische regio die gedefinieerd is na de territoriale verdeling van Spanje van 1833. Het omvat de huidige provincies León, Salamanca en Zamora. Net als bij de andere regio's die in deze territoriale indeling zijn gedefinieerd, hadden deze regio's geen jurisdictie of specifieke instellingen anders dan die van de geconsolideerde provincies. Deze regio's hadden alleen een karakter van classificatie, zonder operationele pretentie.
In de hele moderne geschiedenis van Spanje, waar decentralisatie is geïmplementeerd (na de grondwetten van 1931 en 1978), zijn deze drie provincies nooit een onafhankelijke entiteit geweest en maken ze nu deel uit van de autonome gemeenschap van Castilië en León.
De politieke partij Leónese Volksunie eist autonomie voor deze provincies.